# Jackie and Roy
Jackie and Roy — американский джазовый дуэт; возможно, самый известный вокальный дуэт в джазе за всю историю этого направления в музыке. Участниками дуэта были супруги Джеки Кэйн (вокал) и Рой Крол (фортепиано, вокал).

## История дуэта
Дуэт образовался в 1946 году, когда 17-летняя начинающая певица Джеки Кэйн в чикагском клубе Jump Town познакомилась с 25-летним пианистом Роем Кролом.
Джеки Кейн привёл в клуб Боб Андерсон, саксофонист из того коллектива, в котором работала певица. Он же и обратил внимание на Джеки уже более известного пианиста Роя Крола, предложив тому исполнить что-нибудь вместе. Крол наотрез отказался, сказав что ему не нравится аккомпанировать певицам:
Ну, потому что они никогда не знают, что они хотят петь, а когда они говорят тебе свою тональность, это обычно тональность Z
Оригинальный текст (англ.)Well, because they never know what they want to sing, and when they tell you their key, it’s usually in the key of Z 
В конце концов Рой Крол согласился, и по словами Джеки Кэйн, к счастью случилось так, что она знала ту композицию, что играл Рой и «так он внезапно понял что не так и плохо играть позади меня». Этой композицией была Happiness Is a Thing Called Joe, которую впервые исполнили Фрэнсис Уэйн и Вуди Герман.
Я пела так, как играл Рой и он был поставлен перед фактом, что я не только знала песню, но и пела её в той же тональности, в которой Фрэнсис её записала. На самом деле, я не знала в какой тональности пела я или она…Я до сих пор не знаю. 
Оригинальный текст (англ.)I sang it as Roy played, and he was taken by the fact that I not only knew the song but that I sang it in the same key in which Frances recorded it. Actually, I didn’t know what key she or I sang it in. I still don’t .
Реакция на исполнение была грандиозная, и хозяин клуба недвусмысленно сказал Джорджу Дэвису, руководителю того коллектива, в котором играл Рой Крол и который постоянно выступал в этом клубе: «Тебе нужна певица». С тех пор по пятницам и субботам Джеки Кэйн выступала вместе с Роем Кролом. Поначалу никаких романтических чувств между Джеки и Роем не было: «Она была слишком молода для меня». Понемногу Джеки и Рой начали расширять свой репертуар, Рой специально для дуэта делал аранжировки различных композиций. По предложению Джеки Рой Крол начал тоже петь, чего он раньше не делал. Джеки на тот момент брала уроки вокала и отвела Роя к тому же преподавателю. Выяснилось, что их вокальный диапазон в точности, вплоть до самых высоких и самых низких нот, соответствовал друг другу, но с разницей в октаву: кипящее сопрано Джеки Кэйн и тёплый баритон Роя Крола.
В 1948 году на одном из концертов в Чикаго их услышал известный в то время саксофонист Чарли Вентура, затем он пришёл в клуб Jump Town и предложил дуэту присоединиться к его коллективу. Примерно в то же время между Джеки и Роем возникли любовные отношения.. Начав выступать в чикагском клубе Blue Note, коллектив Вентуры затем приступил к гастролям по стране, включая выступление в Нью-Йорке в 1948 году. В середине 1949 года Джеки и Рой покинули коллектив Вентуры (во многом из-за того, что Вентуре не нравилось, что пресса уделяет всё больше внимание не ему, а Джеки и Рою), вступили в брак и начали выступать самостоятельным дуэтом. В 1949 году они записали первую пластинку на Atlantic Records, и после этого до 1953 года не записывались, ограничиваясь работой в клубах, а также вели собственное шоу на чикагском телевидении. Джеки объясняет это тем, что они начали строить семью, и у них родилась в 1952 году первая дочь. В 1954 году дуэт выпустил вторую пластинку на Coral Records, а в 1955 году выпустили первую пластинку под названием Jackie and Roy. В 1954—1955 годах дуэт вновь короткое время работал с Чарли Вентурой. В 1956 году у пары родилась вторая дочь.
В 1956 году дуэт подписал контракт с ABC Paramount, на которой Джеки и Рой выпустили три альбома. Именно эти работы стали теми, которые обеспечили большой успех дуэту. Они обладали прохладной изысканностью в соответствии с тогдашней модой на кул-джаз, но вместе с тем были достаточно солнечными и романтичными, что соответствовало вкусам более широкой публики. В 1957 году Джеки и Рой обосновались в Лас-Вегасе, где до 1960 года много работали в клубах и на концертных площадках. В 1960 году дуэт начал работу с Columbia Records. В 1963 году пара переехала в Нью-Йорк.
В середине 1960-х годов Джеки и Рой начали экспериментировать с набирающей популярность рок-музыкой, и записывали даже композиции The Beatles и Simon and Garfunkel. Кроме того, они стали включать в свою музыку элементы популярной босса-новы. Дуэт стал частым гостем в различных телепередачах. В 1973 году пара переехала из Нью-Йорка в Монтклэйр, штат Нью-Джерси, где через несколько дней потеряла в автомобильной аварии старшую дочь.
В дальнейшем дуэт продолжал активную работу, гастролируя как в Соединённых Штатах, так и за рубежом (Канада, Бразилия, ЮАР, Европа). Всего за свою карьеру дуэт записал около 40 пластинок, а его репертуар составлял более 400 песен. Свой последний альбом дуэт выпустил в 1999 году.
В 2002 году Рой Крол умер, после чего Джеки Кэйн выступала лишь периодически. В 2014 году Джеки Кэйн умерла сама.

## Стиль
Джеки Кэйн и Рой Крол в основном творили изысканный бибоп, выговаривая тексты одновременно и чётко, и игриво. Однако они часто вообще отказывались от текстов, предпочитая заменять их вокализом (скэтом), заменяя голосами инструменты и в этом направлении они стали одними из создателей направления. Их голоса образовывали необычную гармонию. Наряду со своими собственными произведениями, они исполняли произведения таких композиторов, как Джордж Гершвин, Фриц Харт, внося в них элементы латинской музыки, музыки бродвейских шоу, кабаре; для них писали многие композиторы-современники.
Джеки и Рой были среди первых, которые формировали искусство вокализа, пения без слов по образцу сложных гармонии и фразировки би-бопа. 
Оригинальный текст (англ.)Jackie and Roy were among the first to shape the art of vocalese, a wordless singing style modeled on intricate bebop harmonies and phrasing.
Их работа была деликатной, тонкой и радостной…Они были весёлыми, и это было заразно 
Оригинальный текст (англ.)Their work had a delicacy, a subtlety and a joy to it…They were having fun, and it was infectious.
Он (Рой Крол) и миссис Кэйн став «Джеки и Рой» представили такую смесь попа, джаза и латинской музыки, объединённую джазовой чувственностью, что Билли Холидей воскликнула во время концерта в 1950 году «Таким боп и должен быть»! 
Оригинальный текст (англ.)He and Ms. Cain became Jackie and Roy, performing a blend of pop, jazz and Latin music, all inflected with a jazz sensibility that led Billie Holiday to exclaim upon hearing them in 1950, Bop like this is here to stay!
Толпа в кабаре считала, что они слишком джазовые. Знатоки джаза списывали их со счетов как слишком соответствующих кабаре. 
Оригинальный текст (англ.)The cabaret crowd thought them too jazzy. The jazz cognoscenti dismissed them as too cabaret.
Харуки Мураками включил дуэт во вторую книгу Джазовых портретов, сказав, что «Джеки Кэйн и Рой Крол — вокальный дуэт этих двух на редкость красивых и талантливых людей известен на весь мир. Они создали прозрачную городскую музыку, полную утонченного джазового колорита. Она имеет мало общего с „блюзовой вязкостью“ чёрного джаза и от неё едва ли можно требовать страданий и тонких оттенков души. Но при этом дуэту несомненно была присуща оригинальность, которой не могли похвастаться другие. Музыку Джеки и Роя хочется потрогать — настолько живой она кажется».

## Дискография
- Jackie and Roy: Jazz Classics by Charlie Ventura’s Band (1948)
- Jackie Cain and Roy Kral (Trio Records, 1955 [PA-6128])
- Sing Baby Sing! (Storyville, 1956)
- The Glory of Love (MCA, 1956)
- Jackie and Roy (Brunswick, 1957)
- Bits and Pieces (ABC-Paramount, 1957)
- Free and Easy (ABC-Paramount, 1957)
- In the Spotlight (ABC-Paramount, 1958)
- Sweet and Low Down (CBS Mastersound, 1960)
- Double Take (Columbia Records, 1961)
- Like Sing (Columbia, 1963)
- By Jupiter & Girl Crazy (Roulette Records, 1964)
- Changes: Jackie & Roy (Verve, 1966)
- Lovesick (Verve, 1966)
- Grass (Capitol, 1969)
- Time & Love (CTI, 1972)
- A Wilder Alias (CTI, 1974)
- Concerts by the Sea (Studio 7, 1976) (live)
- Echoes (1976, выпущен в 2007 на Jazzed Media)
- Star Sounds (Concord Records, 1979)
- East of Suez (Concord, 1980)
- Sondheim (Red Baron Records JK-57338, 1982)
- High Standards (Concord, 1982)
- We’ve Got It: The Music Of Cy Coleman (Discovery Records, 1984)
- Bogie (Fantasy Records, 1986)
- One More Rose: A Tribute to Alan Jay Lerner (Audiophile, 1987)
- Full Circle (Contemporary Records CL-14046, 1988)
- An Alec Wilder Collection (Audiophile, 1990)
- Forever (MusicMasters 01612-65128-2, 1995)
- The ABC Paramount Years (1997; сборник)
- The Beautiful Sea: Songs of Sun, Sand & Sea (DRG 8474, 1999)